# Cantharus cancellarius
Cantharus cancellarius är en snäckart som först beskrevs av Conrad 1846.  Cantharus cancellarius ingår i släktet Cantharus och familjen valthornssnäckor. Inga underarter finns listade i Catalogue of Life.